# Colin Berry
Colin Derrick Berry (* 29. Januar 1946; † 16. April 2025) war ein britischer Radio-Discjockey, Radiomoderator und Nachrichtensprecher.

## Leben
Berry begann seine Radiokarriere 1965 als Nachrichtensprecher bei Radio Caroline. Zuvor hatte er Verwaltungsaufgaben bei Granada Television und Westward Television übernommen, später übernahm er dieselben Aufgaben bei Radio Caroline. Nach Inkrafttreten des Marine Broadcasting Offences Act 1967 arbeitete Berry in der Verwaltung des neu eröffneten Yorkshire Television und war gleichzeitig als Club-DJ tätig. Anschließend arbeitete er in der Schallplattenwerbung und wurde Samstagnachmittagsmoderator bei BBC Radio Medway. Den Sommer 1971 verbrachte er außerdem als Ansager bei HTV.
Berry arbeitete kurzzeitig bei BBC Radio 1, wo er Programmtipps schrieb und moderierte, bevor er 1973 als Ansager/Moderator zu BBC Radio 2 wechselte. Er blieb 33 Jahre lang bei Radio 2 und moderierte Night Ride, The Late Show, Music Through Midnight, European Pop Jury, Band Parade, The Early Show, You & The Night & The Music sowie unzählige weitere Sendungen und Konzerte. Außerdem vertrat er die meisten Hauptmoderatoren der Tageszeit, darunter Terry Wogan, Jimmy Young und David Hamilton. Während dieser langen Zeit moderierte Berry Sendungen für BFBS und Inflight Productions, wo er weiterhin als Moderator tätig war.
Berry war der britische Sprecher des Eurovision Song Contests und verlas die Abstimmungsergebnisse des Landes von 1977 bis 2002, mit Ausnahme der Jahre 1980 und 1998.
Berry trat auch in anderen Sendungen auf, darunter „The Generation Game“, „Blankety Blank“ und „Bargain Hunt“.